# Fanny Bullock Workman
Fanny Bullock Workman (/ˈwɒrkˌmæn/),(Worcester, Massachusetts, 8 de enero de 1859-Cannes, 22 de enero de 1925) fue una geógrafa, cartógrafa, exploradora, escritora de viajes y montañera inglesa, de forma notable en el Himalaya. Fue una de las primeras escaladoras profesionales femeninas, y además de realizar exploraciones escribió varios libros sobre sus viajes. Marcó varios récords femeninos de altitud, publicó ocho libros de viaje junto a William Hunter Workman y promovió los derechos de las mujeres y el sufragio femenino.
Nacida en el seno de una familia rica, Workman asistió a algunas de las mejores escuelas femeninas de la época y realizó varios viajes a Europa. Su casamiento con William Hunter Workman le facilitó dar sus primeros pasos en el montañismo en Nueva Hampshire, viajando por diversas partes del mundo junto a él. Consiguieron capitalizar sus recursos financieros y sus contactos para viajar por toda Europa, por el norte de África y por Asia. La pareja tuvo dos hijos, a los que internaron en varias escuelas y dejaron a cargo de varias cuidadoras durante sus viajes. Fanny no se consideraba una mujer de familia y se veía a sí misma como una "mujer nueva" que podía igualar a cualquier hombre. Los Workman comenzaron sus viajes realizando varias giras en bicicleta por Suiza, Francia, Italia, España, Argelia e India. Recorrieron miles de kilómetros, parando a descansar allí donde encontraban un refugio. Escribieron libros sobre cada uno de sus viajes, en los que ella solía comentar la situación de las mujeres en cada lugar que visitaban. Estas primeras obras narrativas sobre sus viajes en bicicleta obtuvieron una mejor recepción del público que sus libros sobre montañismo.
Al finalizar su viaje en bicicleta por la India, la pareja viajó hasta el Himalaya occidental y hasta Karakórum durante los meses del verano, donde comenzaron a realizar montañismo de gran altitud. Regresaron a esta región, en aquel momento inexplorada, ocho veces más durante los siguientes catorce años. A pesar de no disponer de un equipamiento moderno de escalada, los Workman exploraron varios glaciares y alcanzaron las cumbres de varias montañas, llegando eventualmente a los 7000 metros del pico Pinnacle, marcando un récord femenino de altitud en aquella época. Organizaron expediciones de varios años de duración, pero tuvieron problemas para mantener una buena relación con los trabajadores locales. Sus orígenes de riqueza y privilegio en los Estados Unidos no les ayudó a comprender la postura de la población nativa y tuvieron dificultades a la hora de conseguir los servicios de porteadores fiables.
Después de sus viajes al Himalaya los Workman dieron varias charlas sobre su experiencia y recibieron invitaciones de varias sociedades intelectuales de la época. Fanny Workman se convirtió en la primera mujer estadounidense en dar una charla en la Sorbona, y la segunda en hablar en la Royal Geographical Society. Recibió numerosas medallas de honor de sociedades europeas geográficas y de montañismo, y fue reconocida como una de las montañeras más importantes de su época. En aquel momento demostró que una mujer podía escalar la grandes altitudes de la misma forma que un hombre, contribuyendo a eliminar la barrera de género en el montañismo.

## Trayectoria

### Primeros años
Fanny Bullock nació el 8 de enero de 1859 en Worcester, Massachusetts, en una familia de clase alta de los Padres peregrinos, siendo la menor de tres hermanos. Su madre era Elvira Hazard, y su padre era Alexander H. Bullock, empresario y gobernador republicano de Massachusetts. Fanny fue educada por varias institutrices antes de asistir a la escuela Miss Graham's Finishing School en Nueva York, y luego pasó un tiempo en París y en Dresde. Thomas Pauly escribió en su biografía a cerca de Workman que "Ya desde muy joven a Fanny le irritaban las restricciones de su posición de privilegiada". Se conservan un número reducido de las historias escritas por Workman en aquella época, que cuentan su interés por la aventura. En un escrito titulado "Un episodio de vacaciones", se describe a una bella aristócrata inglesa que desprecia a la sociedad, se escapa de Grindelwald, se convierte en una excelente montañera y se casa con un estadounidense. Según Michael Plint, esta historia resume gran parte de la vida de Fanny Workman, incluido su espíritu viajero, el amor por las montañas y el compromiso con los derechos de las mujeres. En 1886, publicó un cuento en la revista New York ambientada en la Primera Guerra India, que trata de la captura y el rescate de una "niña blanca", que, según una mención en The Record-Union, fue "contada con un estilo muy placentero".

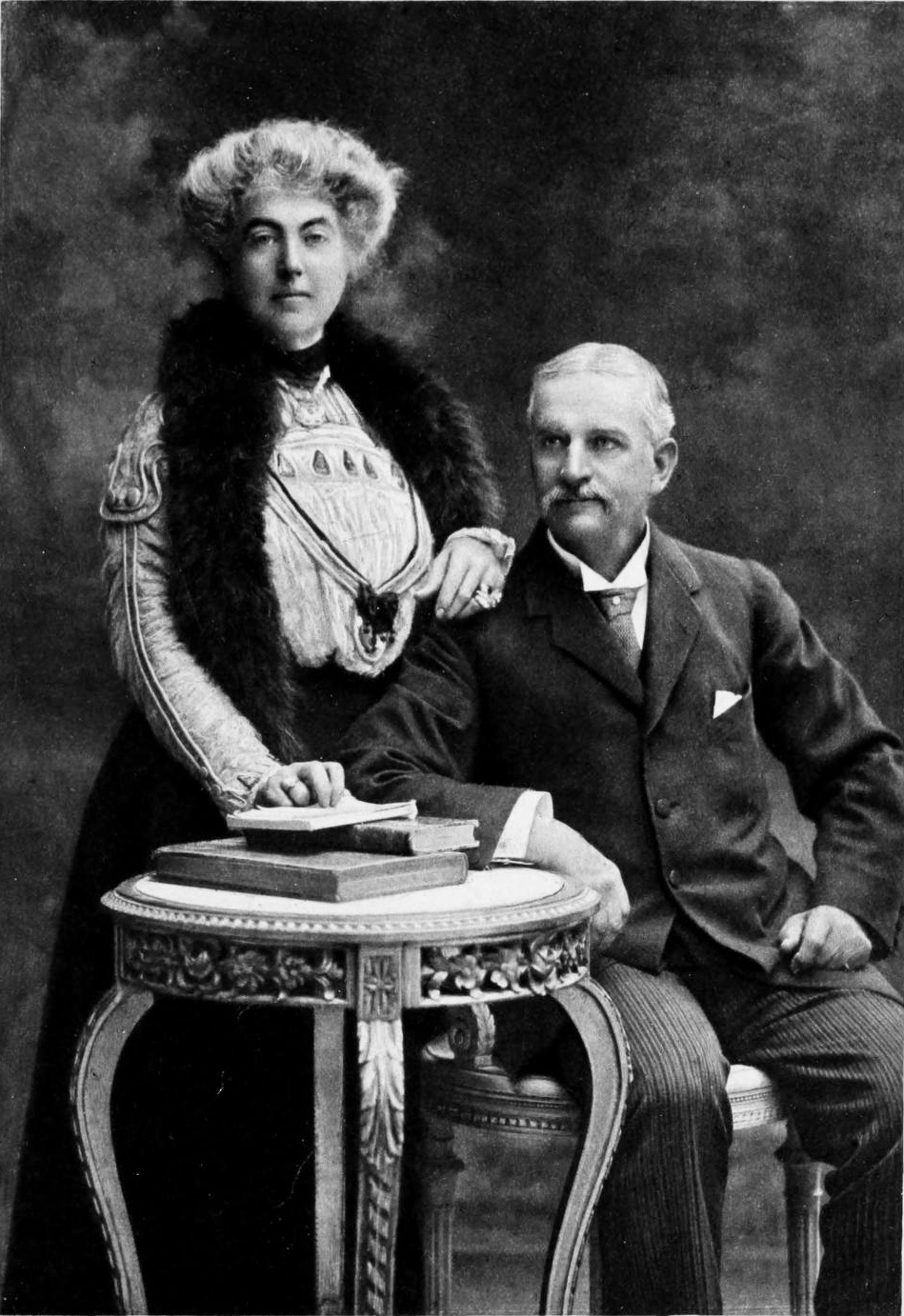
Retrato de Fanny y William

En 1879 Fanny volvió a los Estados Unidos y el 16 de junio de 1882 se casó con William Hunter Workman, quien era 12 años mayor que ella. William procedía también de una familia rica, había asistido a Yale y había estudiado medicina en Harvard. En 1884 tuvieron una hija, llamada Rachel. William introdujo a Fanny en el alpinismo tras su casamiento, y pasaron juntos varios veranos en las Montañas Blancas de Nueva Hampshire. Allí alcanzaron la cumbre del Monte Washington (1918 m) en varias ocasiones. El montañismo en esta región del noreste de los Estados Unidos le permitió a Fanny desarrollar sus habilidades para el alpinismo junto a otras mujeres. Al contrario que los clubes europeos, los clubes de alpinismo estadounidenses de las Montañas Blancas permitían miembros femeninos y animaban las mujeres a que practicaran esta actividad. En su artículo sobre dinámicas de género en el alpinismo en esta región, Jenny Ernie-Steighner afirmó que esta experiencia formativa moldeó el compromiso de Workman con los derechos de las mujeres, indicando que "ningún otro montañero de fama internacional de la época, hombre o mujer, habló abiertamente y fervientemente sobre los derechos de las mujeres". Sin embargo, a los Workman les desagradaba la naturaleza provincial de la vida en Worcester, y deseaban vivir en Europa. Después de la muerte de los padres de ambos, de quienes heredaron considerables propiedades, la pareja se embarcó en su primero viaje por Europa, en una gira por Escandinavia y Alemania.

### Traslado a Europa y viajes en bicicleta
En 1889 los Workman se trasladaron a vivir a Alemania a causa de los problemas de salud de William, a pesar de que según Pauly esto podría haber sido un simple pretexto, ya que se recuperó muy rápidamente una vez allí. El segundo hijo de la pareja, Siegfried, nació al poco tiempo de su llegada a Dresde. Sin embargo, Fanny no quería conformarse con los papeles tradicionales de esposa y madre, procurando convertirse en una autora y aventurera, llevando una vigorosa vida que se diferenciaba del ideal de feminidad del siglo XIX. Como feminista, Fanny se consideraba a sí misma un ejemplo de la idea de que las mujeres podían igualar y superar a los hombres en los trabajos de la vida, y según Luree Miller personificó los valores de la "mujer nueva" de la época. Miller indica también en su libro sobre mujeres exploradoras que, ya que la familia ideal de aquella época era una familia numerosa y la información sobre la contracepción no era fácil de conseguir, los conocimientos médicos de William fueron de gran valor para el ideal de Fanny. Los Workman dejaron sus hijos al cargo de cuidadoras mientras realizaban largos viajes. En 1893 Siegfried falleció a causa de una combinación de gripe y neumonía. Tras su muerte, según Pauly, Fanny "persiguió de forma agresiva una identidad alternativa" por medio de sus viajes en bicicleta, "una que la liberara de las responsabilidades convencionales de esposa y madre y que le permitiera sus intereses y ambiciones".
Entre 1888 y 1893 los Workman realizaron giras en bicicleta por Suiza, Francia e Italia. En 1891 Fanny se convirtió en una de las primeras mujeres en escalar el Mont Blanc. Fue también una de las primeras mujeres en subir al Jungfrau y al Matterhorn, llevando como guía a Peter Taugwalder, quien había hecho la primera ascensión a este monte junto a Edward Whymper. En 1893 la pareja decidió explorar territorios más allá de Europa y viajó hasta Argelia, Indochina y la India. Estos viajes a sitios más remotos fueron idea de Fanny. El primer viaje largo de la pareja fue una gira de 4500 km en bicicleta por España en 1895. En este viaje cada uno de ellos llevaba consigo unos 9 kg de equipaje, y realizaron un promedio de 72 km por día, consiguiendo algunos días los 130 km. Al finalizar escribieron en coautoría la obra Sketches Awheel in Modern Iberia, en la que describieron sus vivencias en este viaje. En esta obra describieron la España de aquella época como "rústica, pintoresca y cautivadora". En la obra Algerian Memories Fanny se centró en la belleza y en el romanticismo de lo rural, evitando realizar comentarios sobre las malas condiciones urbanas. Sin embargo, sí destacó en esta obra la existencia de un abuso y negligencia de cara a las mujeres en la sociedad argelina.

### India

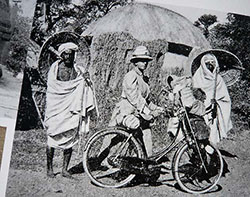
Fanny Bullock Workman en su viaje en bicicleta por la India (c. 1897)

El viaje de los Workman por la India, Birmania, Ceilán y Java duró dos años y medio, comenzando en noviembre de 1897, y cubriendo unos 23 000 km. En aquel momento Fanny tenía 38 años y William 50. Pedalearon unos 6400 km desde el extremo sur de la India hasta el Himalaya del norte. Para asegurarse el acceso a los suministros, circularon por vías principales cerca de líneas de ferrocarril, y en alguna ocasión se vieron obligados a dormir en las salas de espera de las estaciones de tren cuando no conseguían sitio disponible en otro lugar. Llevaron consigo poco suministro, incluyendo té, azúcar, galletas, queso, carne en lata, agua, almohadas, una manta para cada uno, material de escritura, una caja de urgencias y un equipo de reparación. Dejaron las bicicletas cuando llegaron al extremo norte de su viaje, atravesando a pie pasos de montaña de entre 4300 y 5500 m de altitud. Su viaje fue duro: solían tener poca comida o agua, lidiaron con enjambres de mosquitos, tuvieron que enfrentarse hasta con 40 pinchazos por día y durmieron en cuartos plagados de ratas. El libro que escribieron tras este viaje destacaba más la antigua arquitectura que vieron en el lugar que la cultura local coetánea.
Fanny Workman menciona en My Asiatic Wanderings sobre la India: "Rodé a través de muchos paisajes encantadores, en las arboledas de palmas e higueras de Orissa, sobre las laderas verdes y escarlatas del Terai... Mas nunca rodé 1200 millas en un país continuamente tan hermoso" Los Workman poseían un nivel de conocimientos de historia de la India poco habitual en los occidentales de la época, y habían leído el Jakata, o Mahabharata y Rāmāyaṇla antes de partir en este viaje. Según Miller, estaban ansiosos por aprender sobre la cultura que había producido estas obras épicas y pasaron más tiempo estudiando la historia antigua del lugar que interactuando con sus habitantes.

#### Problemas con los trabajadores locales

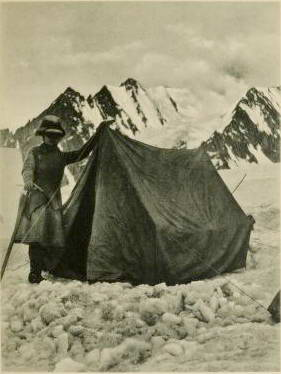
Fanny Workman junto a una tienda Mummery

Durante el verano de 1898 la pareja decidió escapar del calor y explorar el Himalaya occidental y Karakorum. Después, tenían la intención de explorar el territorio alrededor del Kanchenjunga en Sikkim, y finalmente viajar a las montañas fronterizas con Bután en el este. Sin embargo, las dificultades burocráticas y los problemas atmosféricos fueron muchos y les impidieron llevar a cabo estos planes. Su principal problema fue el relativo a los trabajadores locales. Contrataron a 45 porteadores, equipados de forma básica para el viaje por montaña, y compraron provisiones, pero los costes aumentaron de forma desproporcionada en cuanto las noticias sobre dos ricos americanos comenzaron la circular por las villas de la zona. No pudieron partir hasta el 3 de octubre, y para entonces el frío estaba acercándose. Los Workman se quejaron en sus escritos de los porteadores que habían contratado, con quienes era difícil trabajar y que rechazaban caminar más de 8 km por día. A tres días de comenzar su viaje, los Workman se toparon con la nieve y sus porteadores se rebelaron y rechazaron seguir trabajando en esas condiciones de frío, obligando a que el grupo al completo tuviera que retirarse a Darjeeling.
Los Workman tuvieron que enfrentarse con problemas laborales continuamente, precisando de porteadores locales para llevar su equipo ya que ellos solos no eran capaces de transportar el equipo suficiente para una expedición de varios meses. Tenían que transportar tiendas mummery, sacos de dormir, cámaras fotográficas, instrumentos científicos y una gran cantidad de comida. Los porteadores que contrataron eran escépticos de toda esta aventura. Los nativos casi nunca escalaban las montañas de la zona y no estaban acostumbrados a recibir órdenes de una mujer, lo que dificultaba la posición de Fanny. Los Workman intentaron resolver estos problemas con condescendencia y arbitrio. Kenneth Mason mantiene en su historia de montañismo en el Himalaya, escrita en 1955, que "los Workman fueron, en sus viajes, víctimas de sus propios defectos. Fueron demasiado impacientes y pocas veces intentaron comprender la mentalidad de los porteadores y por eso no consiguieron sacar lo mejor de ellos".
Los problemas de trabajo asolaron todas sus expediciones porque, según Miller, "casi los únicos viajeros victorianos, los Workman, no tenían ninguna simpatía o incluso sentido común para entender a los nativos, irrumpiendo en sus villas remotas con trenes de seguidores exigiendo servicios y suministros". En su capítulo sobre Workman, Miller argumenta que la pareja, siendo estadounidense, no tenía el mismo sentido de la casta o clase que los exploradores británicos: "los Workman, como la mayoría de sus compatriotas, se sumergían en sus proyectos de cabeza, esperando que su enorme energía fuera suficiente para superar todos los obstáculos. Los británicos los criticaron justamente por su insensible e incompetente comportamiento hacia los indios".

### Alpinismo en el Himalaya
Tras su viaje inicial al Himalaya, los Workman se quedaron fascinados con el alpinismo y el montañismo. Durante un período de 14 años viajaron ocho veces hasta esta zona, que en aquel entonces estaba casi inexplorada por completo y sin cartografiar. Hicieron estos viajes sin los beneficios de un equipación ligera y moderna, de la comida seca congelada, de la protección solar o de la comunicación por radio. En cada una de sus expediciones exploraron, realizaron sondeos y fotografiaron el terreno, para posteriormente escribir informes de sus descubrimientos y generar mapas de la zona. La pareja compartía y alternaba las responsabilidades: un año Fanny organizaba la logística del viaje mientras que William trabajaba en los proyectos científicos, y el siguiente año intercambiaban los papeles.
Tras su primer viaje al Himalaya y los problemas sufridos allí con los trabajadores locales, los Workman contrataron a Matthias Zurbriggen, el guía de alpinismo más experimentado en aquella época. En 1899, junto a 50 porteadores locales y Zurbriggen, los Workman comenzaron a explorar el glaciar Biafo en Karakorum, pero las peligrosas crevasses y el mal tiempo les obligaron a dirigirse en su lugar al glaciar Skoro La y a los picos no escalados de sus alrededores. Llegaron a la cumbre Siegfriedhorn, un pico de 5700 m de altitud que Fanny nombró por su hijo, lo que suponía un récord de altitud femenino en aquel momento. A continuación acamparon a unos 5200 m y escalaron un pico más alto de 5930 m, nombrándolo Monte Bullock Workman. Desde allí divisaron una montaña en la lejanía y comentaron la hermosura de las vistas. Aquella era el K2, la segunda montaña más alta de la Tierra, siendo Fanny Workman la primera mujer en verla en persona. Finalmente subieron los 6400 m de Koser Gunge, consiguiendo Fanny su tercer récord sucesivo de altitud. La escalada fue desafiante, y para realizarla se vieron obligados a contratar a nuevos porteadores, a establecer un nuevo campo base y a pernoctar a unos 5500 m de altitud. Por la mañana, escalaron una pared de 370 m, sufriendo los golpes del viento. Durante el último trecho hacia la cumbre, los dedos de Fanny estaban tan entumecidos que no era capaz de mantener su piolet y uno de los porteadores los abandonó. Según Pauly: "propulsados hacia cima por la adrenalina y la desesperación, el cuarteto se demoró sólo lo suficiente para comprobar con sus instrumentos que la temperatura era de diez grados Fahrenheit [−12 °C] y su elevación era 21 000 pies [6400 m]". Según Pauly, Fanny era una escaladora "pausada, incansable e intrépida". Los Workman no contaban en aquel entonces con equipación especializada como pitones o mosquetones, y Pauly argumentó que fue capaz de escalar tales alturas gracias "su intrépida persistencia y su inmunidad al mal de la montaña".

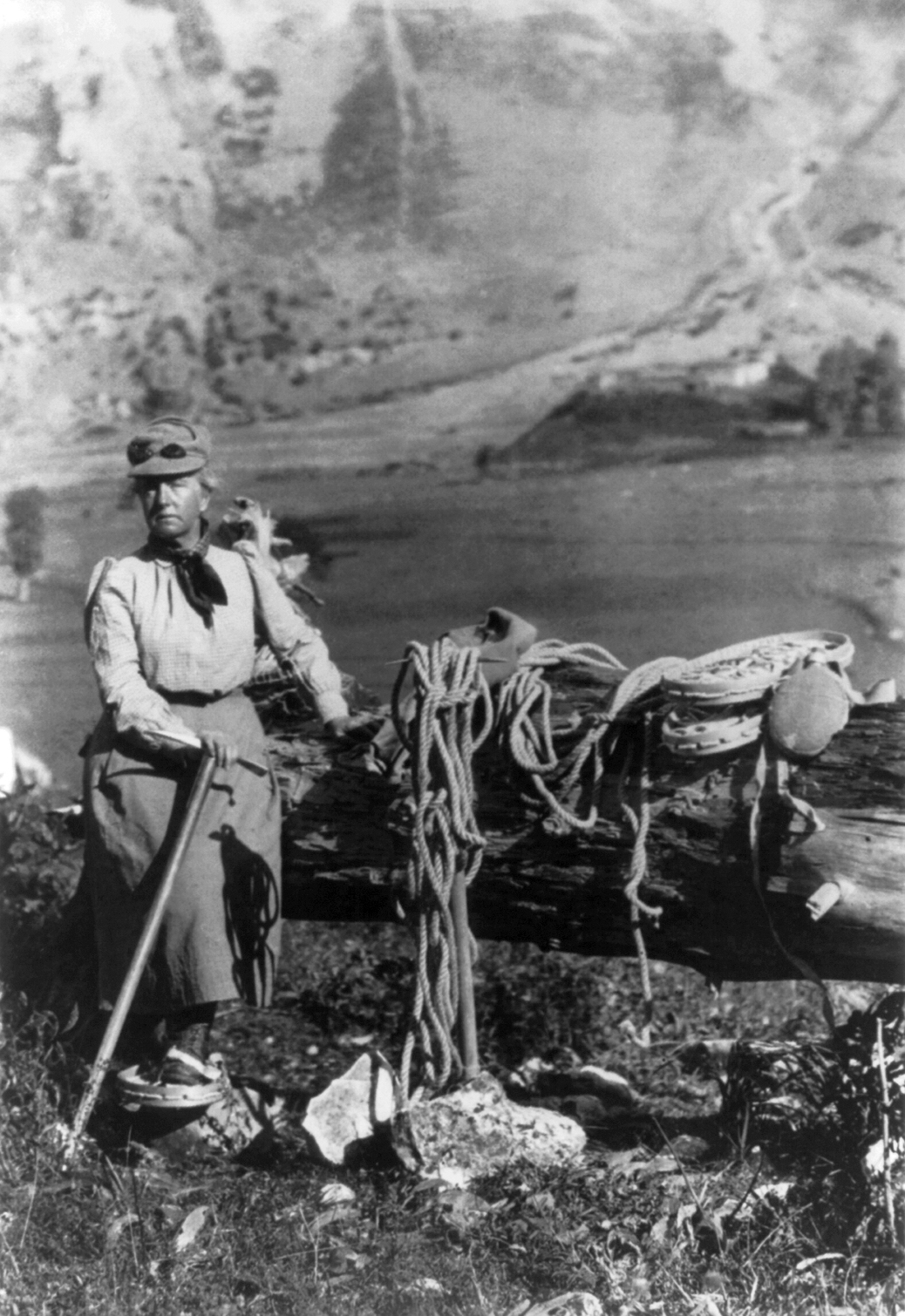
Workman junto a su equipación de escalada, c. 1900. Según Brendan Leonard, "aunque los pantalones eran ropa deportiva aceptable para las mujeres de la época, Workman llevaba faldas – al rodar miles de millas por Europa y Asia, escalando los picos del Himalaya, y superando crevasses".

En cuanto pudo, Fanny Workman publicó informes de sus hazañas, como por ejemplo en un artículo de la revista Scottish Geographical Magazine. Describiendo su viaje de forma extensa en la obra In the Ice World of the Himalayas, Fanny procuró incluir datos y resultados de experimentos científicos, promoviendo su propio barómetro modificado como un instrumento superior, pero los críticos especializados no quedaron impresionados y destacaron su falta de conocimientos científicos. La crítica popular fue más favorable con el libro, con un crítico en particular afirmando que "No dudamos al decir que el Doctor y la Señora Workman escribieron uno de los libros de viajes más destacados de los últimos años".
En 1902 los Workman volvieron al Himalaya y se convirtieron en los primeros occidentales en explorar el glaciar Chogo Lungma, comenzando desde Arandu. Contrataron a 80 porteadores para llevar cuatro toneladas de suministro, pero su exploración se vio limitada por las continuas nieves y por una tormenta que duró 60 horas. En 1903 caminaron hasta el glaciar Hoh Lumba junto al guía Cyprien Savoye. También intentaron escalar una montaña próxima a la que ellos denominaron pico Pirámide. Acamparon la primera noche a unos 4900 m y la segunda a unos 5700 m. Los problemas de salud de un porteador los obligó a acampar la tercera noche a 5900 m en lugar de los 6100 m que habían planeado, y eventualmente tuvieron que dejarlo atrás. Escalaron un pico de 6878 m, lo que supuso un nuevo récord femenino de altitud. William y un porteador escalaron hacia la cumbre en forma de aguja, el objetivo de la expedición. Sin embargo, abandonó el intento de hacer cumbre a unos pocos metros de llegar, al enterarse de que en caso de continuar no serían capaces de descender posteriormente hasta una altitud segura antes de verse afectados por el mal de montaña. A la vuelta de estos viajes los Workman dieron varias charlas por toda Europa, en inglés, alemán o francés según requiriera la ocasión. En una de las charlas en Lyon, tuvieron una audiencia de 1000 personas, y otras 700 tuvieron que quedarse fuera. En 1905 Fanny se convirtió en la segunda mujer en comparecer en la Royal Geographical Society (la primera había sido Isabella Bird Bishop, en mayo de 1897) y su charla tuvo una mención en el periódico The Times.
Los Workman volvieron a Cachemira en 1906, convirtiéndose en los primeros occidentales en explorar el macizo Nun Kun. Para este viaje la pareja contrató a seis porteadores procedentes de los Alpes junto a 200 porteadores locales, y volvieron a contar con Savoye como guía- Isserman, Weaver y Molenaar explican en su historia sobre el montañismo en el Himalaya que los Workman detestaban a los porteadores locales pero se veían obligados a contratarlos. Planearon una secuencia de cuatro campos desde los 5382 m hasta los 6400 m. A pesar de tener de nuevo problemas con los porteadores, los Workman pernoctaron en la mayor altitud que ningún montañero antes, a unos 6181 m en la cumbre Z1 de Nun Kun, lo que ellos llamaron "Campo América". William escribió lo siguiente sobre Fanny: 

Concentraba su atención en la meta a la vista, habitualmente ignorando las dificultades e incluso los peligros que podían aparecer en el camino hacia el logro. Marchaba hacia delante con una determinación de triunfar y un coraje que le reportó el éxito en el que un esfuerzo menos decidido hubiera fallado. Creía en aprovecharse de las ventajas de todas las oportunidades. No era una derrotista, y nunca era la primera en sugerir dar la vuelta frente a circunstancias desalentadoras.
Traducción del original

El mapa que cartografiaron durante este viaje fue de baja calidad. Según indica Mason, la pareja no poseía un buen sentido de la dirección topográfica, por lo que sus mediciones eran imprecisas e inútiles para la agencia Survey of India.

#### Pico Pinnacle y récord de altitud

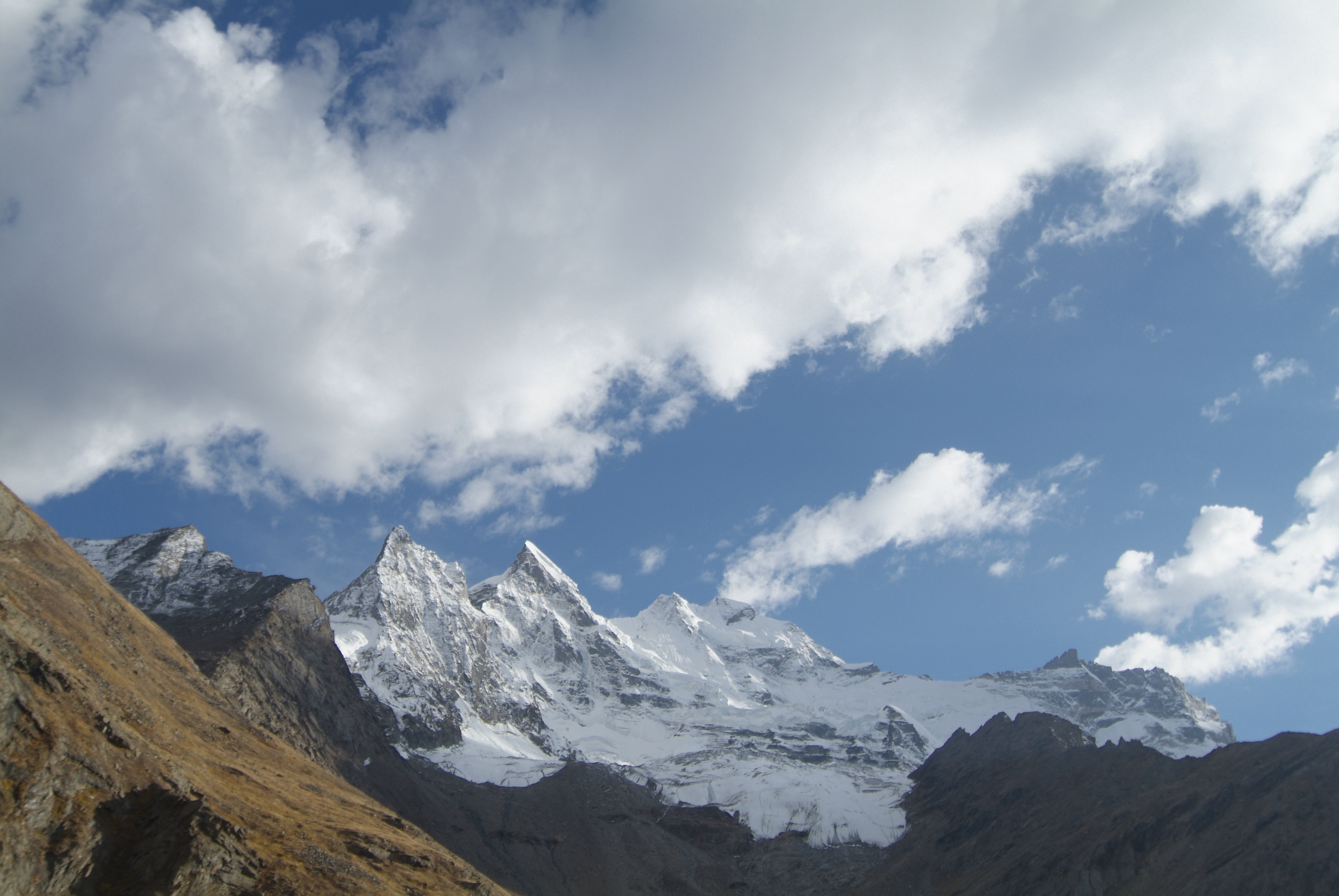
Monte Kun (centro) y pico Pinnacle (izquierda) vistos desde el valle Suru

En 1906, a los 47 años de edad, Workman escaló el pico Pinnacle de 6930 m (según su propia medición 7091 m), un pico subsidiario del macizo Nun Kun en el Himalaya occidental. Este fue su mayor logro en el ámbito del alpinismo. Isserman, Weaver y Molenaar destacaron que "el hecho de que escalara la montaña en un principio, sin los beneficios de la equipación moderna y con el estorbo de sus voluminosas faldas, es un testimonio de su habilidad y de su determinación". El récord femenino de altitud que marcó con esta ascensión duró hasta que Hetti Dhyrenfurth ascendió en 1934 el Sia Kangri C (7273 m). Creyendo que ambos habían superado la marca de los 7000 m, Fanny y William se consideraban a sí mismos los principales expertos de la escalada a grandes altitudes.
Workman defendió vigorosamente su récord de altitud del pico Pinnacle ante todas las otras reclamaciones, especialmente la de Annie Smith Peck, que en 1908 había afirmado haber marcado un nuevo récord con su ascensión del Huascarán en Perú, del que ella afirmaba era de 7000 m de altitud. Sin embargo, su información sobre la altura de este pico era errónea y exageró varias distancias que no fue capaz de medir. Workman era tan competitiva que le pagó 13 000 $ a un equipo de inspectores franceses del Service Géographique de l'Armée para que midieran la altitud de esta montaña peruana, que finalmente se quedó en 6768 m, lo que confirmaba su propio récord. Según Pauly, "irónicamente, su determinación de probarse como igual a cualquier hombre a altas elevaciones culminó en un ataque devastador contra otra mujer estadounidense que trató de superarla". Determinada a ser la mejor mujer en su ámbito, Workman guardaba meticulosamente un registro de sus hitos, para utilizarlos como pruebas de sus logros. Pauly llegó la conclusión de que "si Fanny Workman recibe alguna vez el reconocimiento que merece por su determinación feminista para sobresalir en el entonces deporte masculino, será seguramente recordada tanto por su insistencia en el mantenimiento preciso de registros como por las altitudes a las que llegó".

#### Glaciares Hispar y Siachen

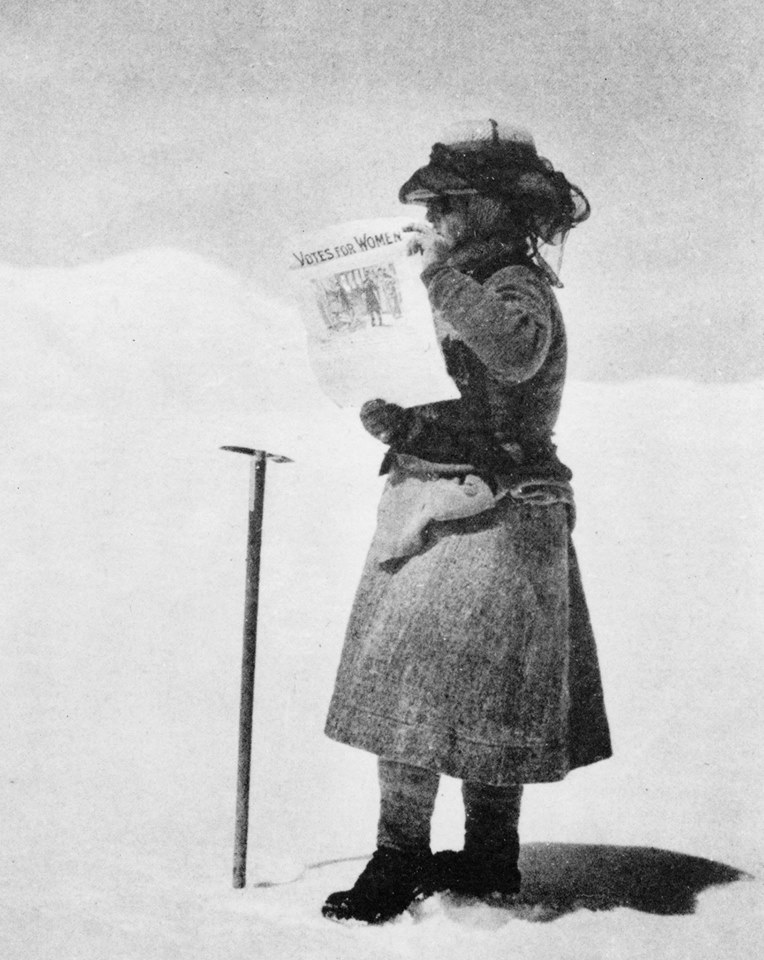
Fanny Workman en el altiplano Silver Throne sosteniendo un periódico que dice Votes for Women ("Votos para las Mujeres").

En 1908 los Workman volvieron al Karakorum y exploraron el glaciar Hispar de 61 km de longitud en la región Hunza Nagar. Fueron desde Gilgit hasta Nagir atravesando el paso del Hispar (5300 m) y hacia el glaciar Biafo de 60 km de longitud hasta Askole. Su travesía total de estos glaciares era otro récord, siendo Fanny la primera mujer en atravesar un glaciar de este tamaño en el Himalaya. Los Workman fueron los primeros en explorar los múltiples glaciares de la zona y los mapas creados por sus porteadores italianos sirvieron para cartografiar la región por primera vez. Registraron los efectos fisiológicos de la gran altitud, estudiaron los glaciares y los pináculos de hielo y tomaron medidas meteorológicas, incluyendo datos de altitud registrados con barómetros aneroides y termómetros de punto de ebullición.
Su exploración del glaciar Rose y del glaciar de Siachen de 72 km de longitud en Baltistan alrededor de Masherbrum en 1911 y 1912 fue el logro más importante de su carrera, ya que en aquel momento era el glaciar subpolar más largo del mundo, además de ser el glaciar menos explorado y accesible en aquel momento. Durante dos meses la pareja exploró el glaciar, escaló varias montañas y cartografió la zona. Pasaron todo este tiempo a más de 4600 m, llegando al más alto del Indira Col, al que nombraron. En esta expedición uno de sus guías italianos cayó en una crevasse y falleció. Según la propia Fanny, ella "se libró de compartir su funesto destino de forma milagrosa". Los componentes restantes del grupo quedaron visiblemente afectados pero decidieron continuar con la expedición. Fanny los lideró a través del paso Sia Lana (5700 m) cerca de la cabeza del glaciar de Siachen y atravesando una región previamente inexplorada hasta el glaciar Kaberi. Esta exploración y el libro resultante se consideran algunos de sus mayores éxitos. Fanny describió en su libro Two Summers in the Ice-Wilds of Eastern Karakoram cómo ella había organizado y había liderado esta expedición: "El doctor Hunter Workman me acompañó, en esta ocasión, al cargo junto conmigo del commissariat y como fotógrafo y glaciólogo, pero yo fui la líder responsable de esta expedición, y con mis esfuerzos, en gran medida, dependió el éxito o fallo de esta." En un altiplano a 6400 m de altitud, Fanny desplegó un periódico que ponía "Votes for Women" ("Votos para las Mujeres") y su esposo tomó una fotografía icónica del hecho. En esta expedición los acompañaron guías y exploradores alpinos entre los que si encontraban Grant Peterkin y Surjan Singh, cuya contribución aseguró que, al contrario que muchos otros de los mapas que los Workman habían ayudado a crear, su mapa del glaciar de Siachen se mantuviera indiscutido durante muchos años.

### Últimos años y muerte
Los Workman no asistieron al casamiento de su hija con Alexander MacRobert en 1911, ya que en aquel entonces estaban embarcados en su exploración del Karakorum. Tras este viaje, en 1912 la pareja se centró en la escritura y en las charlas, principalmente por el inicio de la Primera Guerra Mundial en 1914. Fanny Workman se convirtió en la primera mujer estadounidense en impartir una charla en la Sorbona de París. Fue también una de las primeras mujeres admitidas como miembro de la Royal Geographical Society, distinción que ganó gracias a que sus publicaciones incluían observaciones científicas sobre la glaciación y otros fenómenos. Obtuvo medallas de honor de 10 sociedades geográficas europeas, y fue eventualmente escogida como miembro del American Alpine Club, de la Royal Asiatic Society, del Club Alpino Italiano, del Deutscher und Österreichischer Alpenverein y del Club alpin français. Fanny se mostraba muy orgullosa de estos logros, listándolos en las páginas de título de sus libros.
Fanny Workman cayó enferma en 1917 y falleció tras uno largo período de enfermedad en 1925 en Cannes, Francia. Sus cenizas se enterraron en Massachusetts, y fueron posteriormente enterradas de nuevo junto las de su esposo bajo un monumento en el Rural Cemetery de Worcester, con una inscripción que dice "Exploradores Pioneros del Himalaya". En su testamento legó 125 000 $ a cuatro colleges: Radclife, Wellesley, Smith y Bryn Mawr, donaciones con las que demostraba su perdurable interés en el avance de los derechos de la mujer y su convicción de que las mujeres eran iguales a los hombres.

## Obra
Fanny y William exploraron juntos varias partes del mundo y fueron coautores de ocho libros de viajes en los que describieron las gentes, el arte y la arquitectura de los lugares por los que viajaron. Los Workman eran conscientes de su contribución al género de la literatura de viajes, realizando comentarios sobre otros escritores del género en sus propias obras. Sus narraciones sobre alpinismo tratan escasamente sobre las culturas de esas remotas y poco habitadas regiones, incluyen descripciones líricas de los paisajes o del anochecer dirigidas a su audiencia más general, además incluyen también explicaciones detalladas de diversas características geográficas, como glaciares, dirigidas a su audiencia científica. Fanny y William añadieron elementos científicos a sus escritos para llamar la atención de organizaciones como la Royal Geographical Society. Fanny consideraba que la ciencia ayudaría a su legitimidad a ojos de la comunidad montañera, a pesar de suponer una reducción del número total de lectores. En general sus obras sobre viajes en bicicleta obtuvieron una mejor acogida de público que las de sus exploraciones de alpinismo. Fanny escribió la mayoría de estos libros de viajes ella misma, en los que realizó extensos comentarios sobre los problemas sociales de las mujeres de los lugares a los que viajaba.
Stephanie Tingley escribió en su entrada enciclopédica sobre la literatura de viajes de Workman que esta contiene una crítica feminista implícita sobre las dificultades que experimentaban las mujeres y su estatus social inferior en las sociedades que encontraba. Promotora abierta y de fuertes convicciones de los derechos de la mujer, Workman utilizó sus viajes para demostrar sus propias capacidades y para destacar las desigualdades que sufrían otras mujeres. Sin embargo, sus libros de viajes están escritos en una perspectiva de primera persona plural o de tercera persona singular, por lo que resulta difícil atribuir de forma decisiva las visiones o voces bien a William o bien a Fanny. Segundo Tingley, las obras de los Workman son colonialistas en el sentido de que describen las gentes que conocieron y observaron cómo "exóticas o poco habituales, en los peores casos primitivas o incluso subhumanas". No obstante, en ocasiones clarifican que las personas que encontraban nos veía a ellos de una forma semejante, demostrando que ellos mismos se enteraron en varias ocasiones de sus propios perjuicios.

### Libros
Todos los libros indican a Fanny Bullock Workman y la William Hunter Workman cómo coautores.
- Algerian memories : a bicycle tour over the Atlas to the Sahara (en inglés). Londres: T. Fisher Unwin. 1895. Algerian memories : a bicycle tour over the Atlas to the Sahara (en inglés). Londres: T. Fisher Unwin. 1895.
- Sketches awheel in modern Iberia (en inglés). Londres: Unwin. 1897. Sketches awheel in modern Iberia (en inglés). Londres: Unwin. 1897.
- In the ice world of Himálaya, among the peaks and passes of Ladakh, Nubra, Suru, and Baltistan (en inglés). Nova York: Cassell & Company, Limited. 1900.Nueva York: Cassell & Company, Limited. 1900.
- Through Town and Jungle: Fourteen Thousand Miles A-Wheel Among the Temples and People of the Indian Plain (en inglés). Londres: Unwin. OCLC 1163935. Through Town and Jungle: Fourteen Thousand Miles A-Wheel Among the Temples and People of the Indian Plain (en inglés). Londres: Unwin. OCLC 1163935.
- Ice-Bound Heights of the Mustagh: An Account of Two seasons of Pioneer Exploration and High Climbing in the Baltistan Himalaya (en inglés). Londres: A. Constable & Co. 1908.Londres: La. Constable & Con el. 1908.
- Peaks and Glaciers of Nun Kun: A Record of Pioneer-Exploration and Mountaineering in the Punjab Himalaya (en inglés). Londres: Constable and Company Ltd. 1909. Peaks and Glaciers of Nun Kun: A Record of Pioneer-Exploration and Mountaineering in the Punjab Himalaya (en inglés). Londres: Constable and Company Ltd. 1909.
- The Call of the Snowy Hispar: A Narrative of Exploration and Mountaineering on the Northern Frontier of India (en inglés). Nova York: Scribner. 1911. The Call of the Snowy Hispar: A Narrative of Exploration and Mountaineering on the Northern Frontier of India (en inglés). Nova York: Scribner. 1911.
- Two Summers in the Ice-Wilds of Eastern Karakoram: The Exploration of Nineteen Hundred Square Miles of Mountain and Glacier (en inglés). Nova York: E. P. Dutton & Company. 1916. Two Summers in the Ice-Wilds of Eastern Karakoram: The Exploration of Nineteen Hundred Square Miles of Mountain and Glacier (en inglés). Nova York: E. P. Dutton & Company. 1916.

### Artículos
- Among the Great Himalayan Glaciers (13). (Among the Great Himalayan Glaciers (13). Among the Great Himalayan Glaciers (13).) (Among the Great Himalayan Glaciers (13).): 405–406. 1920.
- First Ascents of the Hoh Lumba and the Sosbon Glaciers in the Northwest Himalayas (55). (en First Ascents of the Hoh Lumba and the Sosbon Glaciers in the Northwest Himalayas (55).) (First Ascents of the Hoh Lumba and the Sosbon Glaciers in the Northwest Himalayas (55).): 3108–12. 31 de diciembre de 1903.
- Miss Peck and Mrs. Workman. (102). (en Miss Peck and Mrs. Workman. (102).) (102): 143, 319. 12 de febrero & 16 de abril de 1910.
- Recent First Ascents in the Himalaya (68). (en Recent First Ascents in the Himalaya (68).) (Recent First Ascents in the Himalaya (68).): 1202–10. 2 de junio de 1910.
- Conquering the Great Rose (129). (Conquering the Great Rose (129). Conquering the Great Rose (129).) (Conquering the Great Rose (129).): 44–45. 1914.
- Exploring the Rose (85). (en Exploring the Rose (85).) (Exploring the Rose (85).): 54–56. 10 de enero de 1916.
- Four Miles High (86). (en Four Miles High (86).) (Four Miles High (86).): 377–378. 5 de junio de 1916.

## Legado

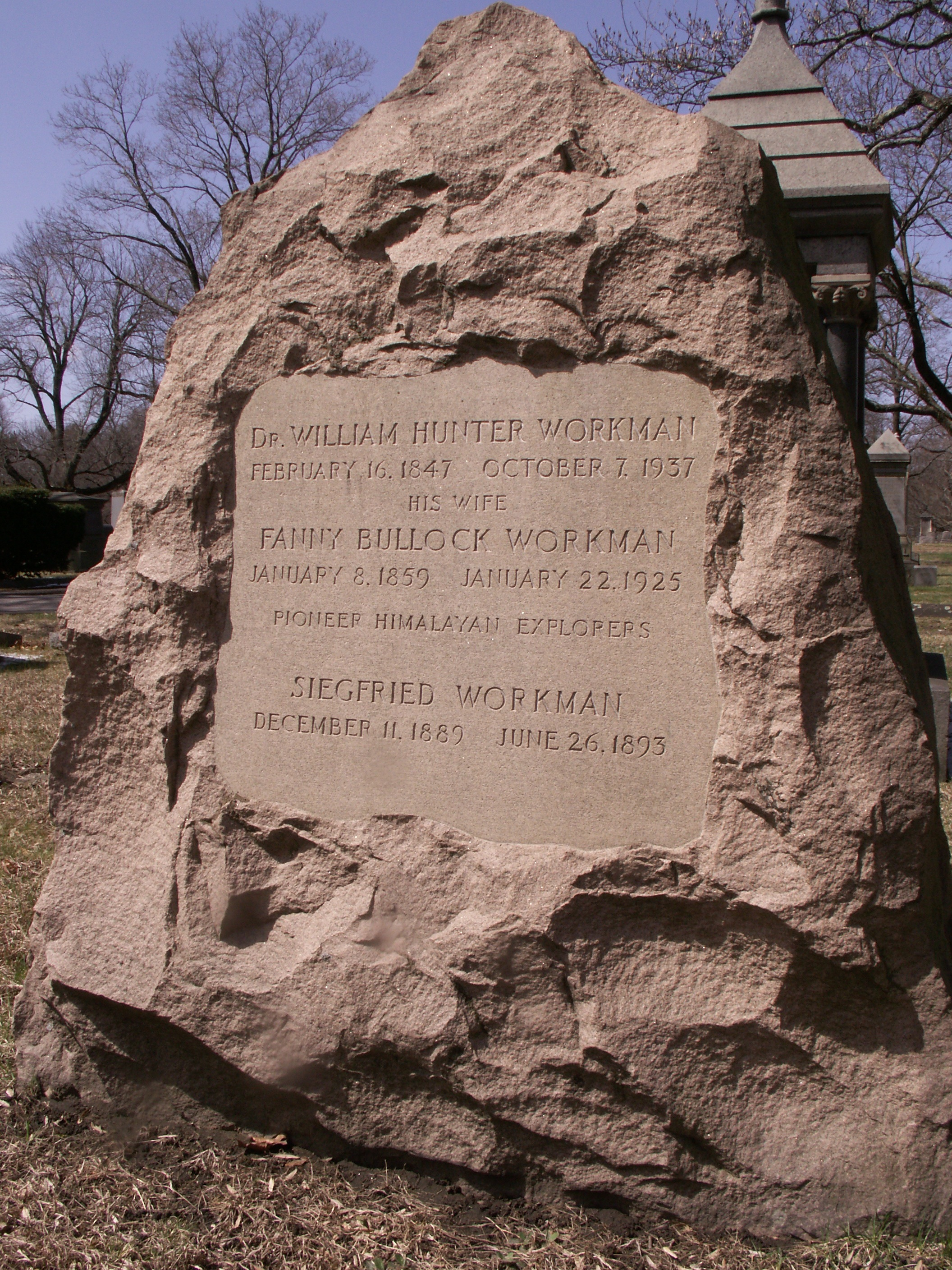
Monumento dedicado a William, Fanny y Sigfried en el Rural Cemetery de Worcester

### Mujeres en el alpinismo
Junto a Annie Smith Peck, Workman fue reconocida a comienzos del siglo XX como una de las alpinistas más famosas del mundo. Su rivalidad demostró que las mujeres podían escalar los terrenos más remotos y difíciles del planeta. Las mujeres llevaban practicando el alpinismo de forma regular en los Alpes desde los años 1850, mas en el Himalya el montañismo había estado hasta entonces dominado en su mayoría por hombres de clase alta procedentes de Inglaterra. Ninguna otra mujer escaló el Himalaya hasta tiempo después de la Primera Guerra Mundial, y para entonces los avances en la equipación y organización supusieron un cambio en la naturaleza de los riesgos y dificultades de este tipo de expediciones.
Workman, apasionada feminista y promotora del sufragio femenino, buscó conseguir que sus lectores entendieran como sus contribuciones y logros reflejaban el potencial de todas las mujeres. En sus textos Workman se describió a sí misma como "cuestionando o violando las normas de la propiedad vitoriana femenina". Demostró que las mujeres eran lo suficientemente fuertes para prosperar fuera del hogar gracias a su facilidad para soportar actividades físicas extenuantes, como rodar grandes distancias en bicicleta en lugares cálidos y húmedos o en la práctica del montañismo a bajas temperaturas y grandes altitudes. Workman presentó un reto en un ámbito hasta entonces sólo masculino. Su obituario en el Alpine Journal aludió a los desafíos a los que tuvo que enfrentarse, afirmando que "sentía que sufría de 'antagonismo sexual'. El autor de esta pieza añadió: "es posible que algún sentimiento inconsciente nos deje afirmar que la novedad de la intrusión de una mujer en el dominio de la exploración tanto tiempo reservado al hombre, puede en algunos términos haber existido... y tendió a alzar... una atmósfera, digamos de indiferencia?" Sin embargo, en su estudio sobre el montañismo en la época Victoriana, Ann Colley sugirió que la discriminación por género era más abierta la bajas altitudes y en la vida diaria que en las grandes altitudes, como las del Himalaya. Colley afirmó: "Lejos de tan insignificante opinión emanando de las presiones sociales, en las alturas, por encima de la línea de nieve o en regiones distantes, las mujeres escaladoras podían experimentar la igualdad y el poder más plenamente... Si así lo deseaban, podían ser tan deportivas o competitivas como los hombres". En su entrada sobre Workman en el Dictionary of Literary Biography, Tingley califica a Workman como "agresiva, determinada, e inflexible mujer viajera estadounidense del cambio de siglo", y dice de ella que fue "una de las primeras mujeres en trabajar como alpinista y topógrafa profesional y en escribir sobre las expediciones que realizó junto a su esposo a los confines más remotos del Himalaya. Fue una defensora abierta del sufragio femenino y dejó claro que se consideraba un modelo a seguir para otras mujeres viajeras y montañeras".
Como resultado de las donaciones que Workman dejó en su testamento, el Wellesley College ofrece una beca de estudios anual de 16 000 $ con el nombre de Fanny Workman para estudios de grado en cualquier disciplina. Por su parte, Bryn Mawr estableció la beca de Viaje Fanny Bullock Workman, otorgada a candidaturas al doctorado en filosofía en las disciplinas de arqueología o historia del arte.

### Exploración del Himalaya
El gran número de libros y artículos publicados por los Workman son según Mason "aun útiles", especialmente por sus fotografías e ilustraciones, a pesar de que sus mapas son "engañosos y no siempre fiables". Según Beth Kraig, a pesar de que los Workman sobresalieron en las descripciones de condiciones meteorológicas, de la glaciología y de como las grandes altitudes afectan a la salud y al estado físico de los humanos, no ejercieron una buena topografía. Los Workman fueron de los primeros montañeros en enterarse de que el Himalaya era el lugar del desafío definitivo para el alpinismo, y sus exploraciones contribuyeron a que el montañismo evolucionara desde un entretenimiento enérgico hasta un deporte serio, competitivo y reglado. Según Isserman, Weaver y Molenaar, "nadie podía dudar de que los Workman eran intrépidos exploradores y escaladores, pero también fueron agresivos autopromotores que en su ímpetu por conseguir reconocimiento y honores exageraron en algunas ocasiones la originalidad e importancia de sus logros". En su consideración final estos autores indican que "registraron más millas y escalaron más picos que nadie hasta aquella fecha; produjeron cinco volúmenes de exploración suntuosamente ilustrados y ampliamente leídos; y por simple virtud de su sexo, por supuesto Fanny marcó un precedente en el Himalaya de incalculable valor. Sin empargo los Workman no eran grandes montañeros. Como mucho eran vigorosos y competentes clientes que seguían con destreza los pasos ganados a pulso de sus guías italianos". No obstante, Pauly escribió que "los pocos recuentos recientes sobre Fanny Workman tendieron a despreciar o menospreciar sus logros, mas sus coetáneos, desconocedores de los logros que aún estaban por llegar, tenían a los Workman en alta estima". Los Workman fueron también los primeros estadounidenses en explorar el Himalaya en profundidad, rompiendo de esta forma el monopolio que mantenían los británicos sobre el montañismo en esa cordillera.